# Arthur Koestler
Arthur Koestler, född 5 september 1905 i Budapest, Ungern, död 3 mars 1983 i London (självmord), var en brittisk författare av ungersk-judisk börd. Han är känd för romanen Natt klockan tolv på dagen från 1940. Romanen behandlar Moskvarättegångarna och skrevs efter Koestlers definitiva brytning med kommunismen. 

## Biografi
Koestler föddes i Budapest 1905. Han påbörjade en utbildning till ingenjör vid den polytekniska högskolan i Wien 1922. Under 1920-talet blev han engagerad i den sionistiska rörelsen. Han kom 1925 till Brittiska Palestinamandatet men återvände till Europa 1929. I Berlin verkade Koestler som journalist för Ullsteinkoncernen. 1931 blev han medlem av Tysklands kommunistiska parti, vilket fick till följd att han lämnade Ullsteinkoncernen. Koestler reste i Sovjet 1932–1933. 1937 kom han till i Spanien, som krigskorrespondent under spanska inbördeskriget. Han fängslades av Francos trupper, dömdes till döden, men släpptes efter internationella påtryckningar. Detta skildrar han i boken Dialog med döden.
Koestler lämnade kommunistpartiet 1938. Vid andra världskrigets utbrott 1939 befann han sig i Frankrike och internerades av franska myndigheter i lägret Le Vernet där han var fånge under flera månader. År 1940 kom han till Storbritannien, där han erhöll medborgarskap.
Med romanen Natt klockan tolv på dagen fick Koestler sitt genombrott som författare och den räknas fortfarande ofta som hans bästa bok. Romanens huvudperson är kommunisten Rubasjov, som åtalas i Moskvaprocesserna. I dessa rättegångar, som ägde rum 1936–1938, anklagades och dömdes ledande bolsjeviker. Boken är fortfarande en av de mest inflytelserika skildringarna av Stalintiden. För hans Rubasjov har Bucharin stått modell när det gäller tänkesätten medan Trotskij och Radek vad gäller personlighet och utseende. 
Under 1940-talet skrev Koestler också romanerna Domens dag och Tjuvar om natten, liksom essäsamlingen Yogin och kommissarien 1945. Under 1950-talet skrev han de självbiografiska böckerna Pil i det blå och Den osynliga skriften. Boken Sömngångare är en historisk redogörelse för de stora vetenskapliga upptäckarna från antiken till och med 1700-talet, och med längre biografier över Kopernikus, Johannes Kepler och Galileo Galilei.
Mot slutet av sitt liv intresserade sig Koestler för paranormala fenomen. Ett resultat av detta är Slumpens rötter, där han undersöker parapsykologin och fysikens gränsområden.
Boken Den trettonde stammen argumenterar för att judarna i Östeuropa härstammar från khazarerna. De var ett turkiskt folk i Kaukasus som konverterade till judendomen på 700-talet e.Kr. och senare flyttade västerut till nuvarande Ukraina och Polen.
Från och med 1940-talet var Koestler bosatt i London. Han ledde en förening för rätten till dödshjälp och då han själv drabbades av leukemi och parkinson valde han att begå självmord 1983 genom en drogöverdos. Hans tredje hustru, Cynthia Jefferies (1927–1983), följde honom i döden.

### Romaner
- 1939 The Gladiators.
- 1940 Darkness at Noon.
- 1943 Arrival and Departure
- 1946 Thieves in the Night.
- 1951 The Age of Longing
- 1972 The Call Girls: A Tragicomedy with a Prologue and Epilogue

### Dramatik
- 1945 Twilight Bar

### Självbiografi
- 1937 Spanish Testament.
- 1941 Scum of the Earth.
- 1952 Arrow in the Blue: The First Volume of an Autobiography, 1905-31
- 1954 The Invisible Writing: The Second Volume of an Autobiography, 1932-40
- 1984 Stranger on the Square.

Böckerna The God that Failed, och Von weissen Nächten und roten Tagen, liksom ett antal av hans essäer, innehåller självbiografisk information.

### Fackböcker
- 1934 Von weissen Nächten und roten Tagen. Om Koestlers resor i Sovjetunionen.
- 1937 L'Espagne ensanglantée.
- 1942 Dialogue with Death
- 1945 The Yogi and the Commissar and other essays.
- 1949 The Challenge of our Time.
- 1949 Promise and Fulfilment: Palestine 1917-1949.
- 1949 Insight and Outlook.
- 1955 The Trail of the Dinosaur and other essays.
- 1956 Reflections on Hanging.
- 1959 The Sleepwalkers: A History of Man's Changing Vision of the Universe
- 1960 The Watershed: A Biography of Johannes Kepler
- 1960 The Lotus and the Robot Koestlers resor till Indien och Japan.
- 1961 Control of the Mind.
- 1961 Hanged by the Neck
- 1963 Suicide of a Nation.
- 1964 The Act of Creation.
- 1967 The Ghost in the Machine
- 1968 Drinkers of Infinity: Essays 1955-1967.
- 1970 The Age of Longing
- 1971 The Case of the Midwife Toad
- 1972 The Roots of Coincidence
- 1973 The Lion and the Ostrich
- 1974 The Heel of Achilles: Essays 1968-1973
- 1976 The Thirteenth Tribe: The Khazar Empire and Its Heritage
- 1976 Astride the Two Cultures: Arthur Koestler at 70
- 1977 Twentieth Century Views: A Collection of Critical Essays
- 1978 Janus: A Summing Up
- 1981 Kaleidoscope. Essäer från Drinkers of Infinity och The Heel of Achilles, plus senare stycken och historier.

### Utgivet på svenska
- 1939 – Spanskt testamente (Spanish testament) (översättning Lill Yunkers, Federativ)
- 1941 – Natt klockan tolv på dagen (Darkness at noon) (översättning Tore Zetterholm, Tiden)
- 1942 – Och vi som älskade Frankrike! (Scum of the earth) (översättning Tore Zetterholm, Tiden)
- 1944 – Domens dag (Arrival and departure) (översättning Tore Zetterholm, Tiden)
- 1945 – Yogin och kommissarien och andra essayer (The yogi and the commissar, and other essays) (översättning Tore Zetterholm, Tiden)
- 1946 – Skymningsbaren: en eskapad i fyra akter (Twilight bar) (översättning Sven Barthel, verserna tolkade av Alf Henrikson, Tiden)
- 1947 – Tjuvar om natten: en krönika om ett experiment (Thieves in the night) (översättning Nils Holmberg, Tiden)
- 1949 – Löfte och uppfyllelse: Palestina 1917-1949 (Promise and fulfilment:Palestine 1917-1949) (översättning Nils Holmberg, Tiden)
- 1950 – Vi trodde på kommunismen (The God that failed) (av Koestler m.fl.) (Natur & Kultur)
- 1951 – Längtans tidsålder (The age of longing) (översättning Nils Holmberg, Tiden)
- 1953 – Pil i det blå: en självbiografi (Arrow in the blue) (översättning Nils Holmberg, Tiden)
- 1954 – Den osynliga skriften: en självbiografi (The invisible writing) (översättning Nils Holmberg, Tiden)
- 1960 – Sömngångare: om människans skiftande världsbild (The sleepwalkers) (översättning Nils Holmberg, Tiden)
- 1960 – Lotusen och roboten (Tiden)
- 1964 – Nedgång och fall?: kritik och självrannsakan i dagens England (Suicide of a nation?) (översättning Nils Holmberg, Prisma)
- 1970 – Europa, mitt Europa!: essäer 1955-1967 (Drinkers of infinity) (översättning Margareta Nylander, PAN/Norstedt)
- 1973 – Call-girls: en tragikomedi med prolog och epilog (The call-girls) (översättning Lars Gustav Hellström, Norstedt)
- 1973 – Slumpens rötter (The roots of coincidence) (översättning Nils A. Bengtsson, Askild & Kärnekull)
- 1981 – Janus - en sammanfattning (Janus: a summing up) (översättning Suzanne Almqvist, Korpen)
- 1984 – Dialog med döden (Dialogue with death) (översättning Hans-Jacob Nilsson, Tiden)
- 1988 – Främlingen vid torget (Stranger on the square) (tillsammans med Cynthia Koestler) (översättning Hans-Jacob Nilsson, Tiden)
- 1992 – Den trettonde stammen (The thirteenth tribe) (översättning Margareta Eklöf, Hallonquist)

## Böcker om Koestler
- Michael Scammell: Koestler 2009
- David Andersson Timmarna vid fönstret. En essä om Arthur Koestler 2007

## Priser och utmärkelser
- Sonningpriset 1968